# Rio de Janeiro Vôlei Clube
Il Rio de Janeiro Vôlei Clube è una società pallavolistica femminile brasiliana, con sede a Rio de Janeiro: milita nel campionato brasiliano di Superliga Série A.

## Rosa 2024-2025
| N° | Nome                | Ruolo | Data di nascita  | Nazionalità sportiva |
| -- | ------------------- | ----- | ---------------- | -------------------- |
| 1  | Rosely Nogueira     | P     | 6 marzo 2001     | Brasile              |
| 3  | Adria Silva         | C     | 11 agosto 2004   | Brasile              |
| 4  | Julliana Gandra     | C     | 1º marzo 2004    | Brasile              |
| 5  | Clara Rodrigues     | P     | 24 marzo 2005    | Brasile              |
| 6  | Edinara Brancher    | O     | 1º febbraio 1996 | Brasile              |
| 7  | Lorena Viezel       | C     | 21 luglio 1999   | Brasile              |
| 8  | Mikaela Tierno      | S     | 11 ottobre 2007  | Brasile              |
| 10 | Michelle Pavão      | S     | 31 ottobre 1986  | Brasile              |
| 11 | Karina Barbosa      | S     | 30 novembre 1998 | Brasile              |
| 12 | Camila dos Santos   | S     | 7 giugno 1999    | Brasile              |
| 13 | Brie O'Reilly       | P     | 24 gennaio 1998  | Canada               |
| 14 | Jussara da Silva    | C     | 14 giugno 1996   | Brasile              |
| 15 | Helena Hoengen      | S     | 11 febbraio 2005 | Brasile              |
| 21 | Victoria dos Santos | L     | 15 aprile 2004   | Brasile              |
| 22 | Laís Vasques        | L     | 12 febbraio 1996 | Brasile              |

## Palmarès
- Campionato brasiliano: 10

2005-06, 2006-07, 2007-08, 2008-09, 2010-11, 2012-13, 2013-14, 2014-15, 2015-16, 2016-17
- Coppa del Brasile: 4

2007, 2016, 2017, 2020
- Supercoppa brasiliana: 3

2015, 2016, 2017
- Campionato Carioca: 19

2004, 2005, 2006, 2007, 2008, 2009, 2010, 2011, 2012, 2013,
2014, 2015, 2017, 2018, 2019, 2020, 2021, 2022, 2023
- Salonpas Cup: 3

2004, 2006, 2007
- Campionato sudamericano per club: 4

2013, 2015, 2016, 2017
- Coppa Rio de Janeiro: 1

2009